# Diana Dei
Agnese Mancinelli, connue sous le nom de scène Diana Dei (née le 1er mars 1914 à Rome et morte le 3 janvier 1999   dans la même ville) est une actrice de théâtre et de cinéma italienne. Elle fut l'épouse de l'acteur Mario Riva. 

## Biographie
Après avoir obtenu un diplôme de pianoforte à l'Académie nationale Sainte-Cécile de Rome, Agnese Mancinelli exerce une discrète activité de pianiste et de concertiste sous le pseudonyme de Giana Galisa. Lors d'une tournée en Hongrie, elle rencontre Gyorgy Feldes, qu'elle épouse en 1936. Ce mariage est cependant de courte durée : après la séparation, elle en demande l'annulation, qu'elle n'obtient qu'en 1960.
Vers la fin des années trente, elle s'intéresse au théâtre de revue et, entre 1939 et 1942, elle joue de petits rôles dans quelques films.
En 1947, elle rencontre Mario Riva, dont elle devient inséparable et avec qui elle aura un fils — Antonello (1951-2020), organisateur et directeur de programmes télévisés — et avec lui et Riccardo Billi, elle se lance dans une carrière théâtrale dans divers spectacles à succès mis en scène par Remigio Paone (it), Pietro Garinei et Sandro Giovannini, parmi lesquels Col naso lungo e le gambe corte de Nelli et Mangini (1947), Bada che ti mangio! de Michele Galdieri (it), avec Totò et Isa Barzizza  (1949).

## Filmographie
- 1939 : Follie del secolo d'Amleto Palermi
- 1941 : Mamma de Guido Brignone
- 1941 : Luna di miela  de Giacomo Gentilomo
- 1941 : È caduta una donna  d'Alfredo Guarini
- 1942 : Rossini  de Mario Bonnard
- 1947 : Il vento m'ha cantato una canzone  de Camillo Mastrocinque
- 1948 : Il barone Carlo Mazza  de Guido Brignone
- 1950 : Les Cadets de Gascogne  de Mario Mattoli
- 1951 : Totò terzo uomo de Mario Mattoli
- 1951 : Les nôtres arrivent (Arrivano i nostri) de Mario Mattoli
- 1952 : Il folle di Marechiaro  de Roberto Roberti
- 1954 : Il Paese dei campanelli  de Jean Boyer
- 1954 : Scuola elementare  d'Alberto Lattuada
- 1954 : Il medico dei pazzi  de Mario Mattoli
- 1954 : Madonna delle rose  d'Enzo Di Gianni
- 1955 : Rosso e nero  de Domenico Paolella
- 1955 : Motivo in maschera  de Stefano Canzio
- 1955 : Bravissimo  de Luigi Filippo D'Amico
- 1956 : Nos plus belles années  de Mario Mattoli
- 1957 : Arrivano i dollari!  de Mario Costa
- 1958 : Totò, Peppino et les Fanatiques (Totò, Peppino e le fanatiche) de Mario Mattoli
- 1958 : Il terribile Teodoro  de Roberto Bianchi
- 1958 : Sergente d'ispezione  de Roberto Savarese
- 1958 : Mia nonna poliziotto  de Steno
- 1959 : Perfide ma... belle!  de Giorgio Simonelli
- 1981 : Pierino contro tutti  de Marino Girolami
- 1982 : Pierino colpisce ancora  de Marino Girolami
- 1982 : Giggi il bullo  de Pier Francesco Pingitore
- 1982 : Il buon soldato de Franco Brusati
- 1986 : Il Bi e il Ba de Maurizio Nichetti